# Sova australská
Sova australská (Tyto novaehollandiae) je sova žijící v nepouštních oblastech Austrálie a na jihu Nové Guineje. Podobá se sově pálené, ale je větší, a na obličeji má kulatější, černě vroubený závoj. Má také dokonale opeřené nohy a mnohem silnější zobák a spáry. Samice je větší než samec a je největší zástupce rodu Tyto. Maximální zaznamenaná délka těla činí 47 cm a váha přes 670 gramů. Největší jedinci žijí na Tasmánii.
Žije nočním způsobem života, přes den se skrývá v dutinách stromů nebo v jeskyních. Její kořist tvoří králíci, bandikuti, hlodavci, drobní ptáci a ještěři. Samička snáší dvě až čtyři vejce, mláďata opouštějí hnízdo ve věku dvou až tří týdnů.

## Poddruhy
- T. n. calabyi
- T. n. castanops
- T. n. galei
- T. n. kimberli
- T. n. melvillensis
- T. n. novaehollandiae
- T. n. troughtoni